# شهرستان آق‌قلی
شهرستان آق‌قلی (به قزاقی: Аққулы ауданы، اققۇلى اۋدانى. به روسی:Аккулинский район) نام یک شهرستان در قزاقستان است که در استان پاولودار، در شمال شرق قزاقستان واقع شده‌است.

## خصوصیات
شهرستان آق‌قلی ۸٬۱۰۰ کیلومترمربع مساحت و ۱۲٬۴۴۴ نفر جمعیت دارد.